# Theodor Wolf
Ne doit pas être confondu avec Theodor Wolff.
Franz Theodor Wolf (né le 13 février 1841 à Bartholomä et mort le 22 juin 1924 à Dresde) est un jésuite et naturaliste allemand.
Il a notamment étudié les îles Galápagos à la fin du XIXe siècle.
L'île Wolf porte son nom, de même que le volcan Wolf sur l'île Isabela.
En tant que botaniste, il a décrit ou co-décrit de nombreuses espèces du genre Potentilla.